# Cacique Papón
Cacique Papón (Estrecho de Magallanes; 1800-Territorio de Magallanes; 1892) fue un jefe tehuelche en Chile, hijo de Casimiro Biguá y sucesor de este, hermano de Cacique Mulato. Alcanzó gran nombradía en la colonia de Magallanes desde 1870 hasta 1890, a quien el gobernador Diego Dublé Almeyda le otorgó el título de "Subdelegado chileno de la Patagonia" en 1873.
El cacique Papón estableció una alianza con el gobernador chileno Diego Dublé Almeyda, de esta manera, los setecientos tehuelches que adhirieran a sus propósitos, oriundos estos del territorio ubicado entre el río Santa Cruz y el estrecho de Magallanes, pasarían también a jurar fidelidad al Estado chileno que lo nombró subdelegado de la Patagonia chilena.
Este último país, luego de renovar su alianza, comenzaría a poblar la costa continental magallánica a partir de 1878 con estancias ovejeras, incluyendo en la bahía San Gregorio, además de traer ganado directamente desde las islas Malvinas.

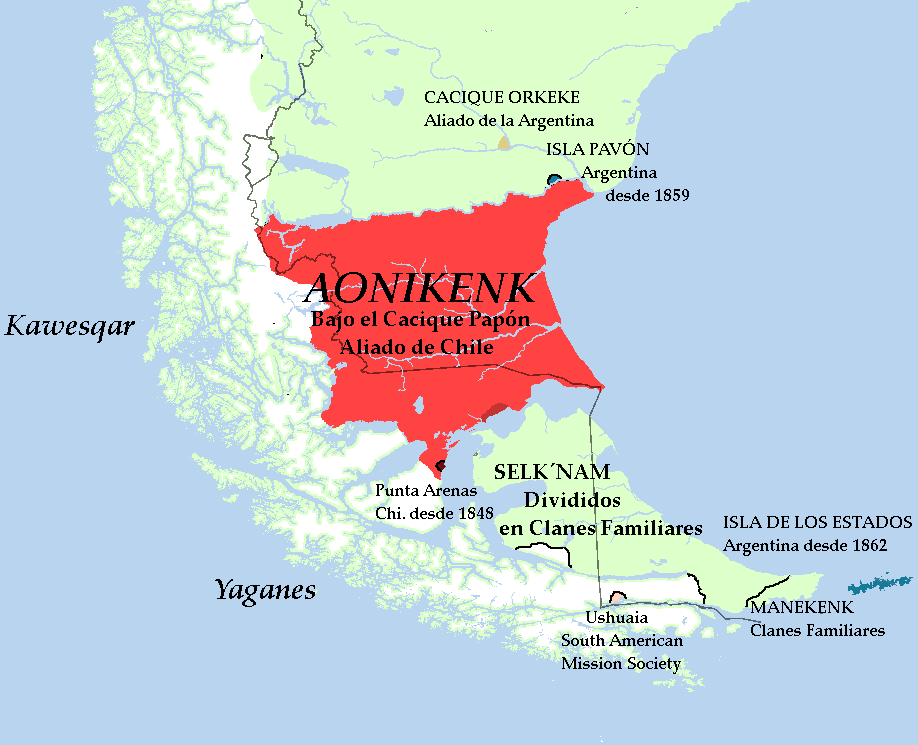
Mapa de la Patagonia Austral en el año 1878, en el cual se observa el territorio del cacique Papón, leal a Chile.

El 6 de diciembre del mismo año, se firmaría en Santiago de Chile el pacto Fierro-Sarratea que partiendo del uti possidetis iure de 1810, en el artículo 6º se establecía que mientras no se llegase a un acuerdo de límites, Chile ejerciera jurisdicción en las costas del estrecho de Magallanes y la Argentina sobre las costas patagónica-oriental y sus islas. El 4 de enero de 1879 llegaría a Puerto Santa Cruz la corbeta Cabo de Hornos comandada por Luis Piedrabuena con la noticia del cese de las hostilidades entre ambos países y llevando a bordo al cirujano mayor Federico R. Cuñado —nieto del médico español Gabriel Cuñado— además de portar víveres, cargamento de carbón y la lancha de vapor Monte León necesaria para proveerse de agua dulce en la isla Pavón, ya que el estuario del río en donde estaba asentado el puerto es de agua salobre. Además, habría llegado junto a la bombardera República.
El tratado de límites se llevaría a cabo entre ambos países litigantes en el año 1881, con rectificaciones posteriores. Estos tratados terminaron con gran parte del litigio de la Patagonia Austral, Argentina reconoce finalmente la soberanía chilena sobre la totalidad del Estrecho de Magallanes, mientras que Chile reconoce la soberanía Argentina sobre las costas patagónicas al norte de este último y la porción oriental de la isla Grande de Tierra del Fuego.
A Papón lo sucedería su hermano llamado Mulato en 1892, quien terminara asentándose en una reserva en Chile, cerca de Punta Arenas, hasta que falleciera de viruela en 1905.